# Askøy
Askøy ist eine norwegische Insel und Kommune in der Fylke Vestland. Askøy ist ganz von Fjorden umgeben. Im Norden liegt die Kommune Alver, im Südosten Bergen und im Westen Øygarden. Zusätzlich zur Insel Askøy gehören die Inseln Herdla, Ramsøy und Horsøy und eine Reihe kleinerer Inseln, wie Søra Rotøyna, Midtra Rotøyna und Færøyna zur Kommune. Das Kommunenzentrum ist Kleppestø.

## Geschichte

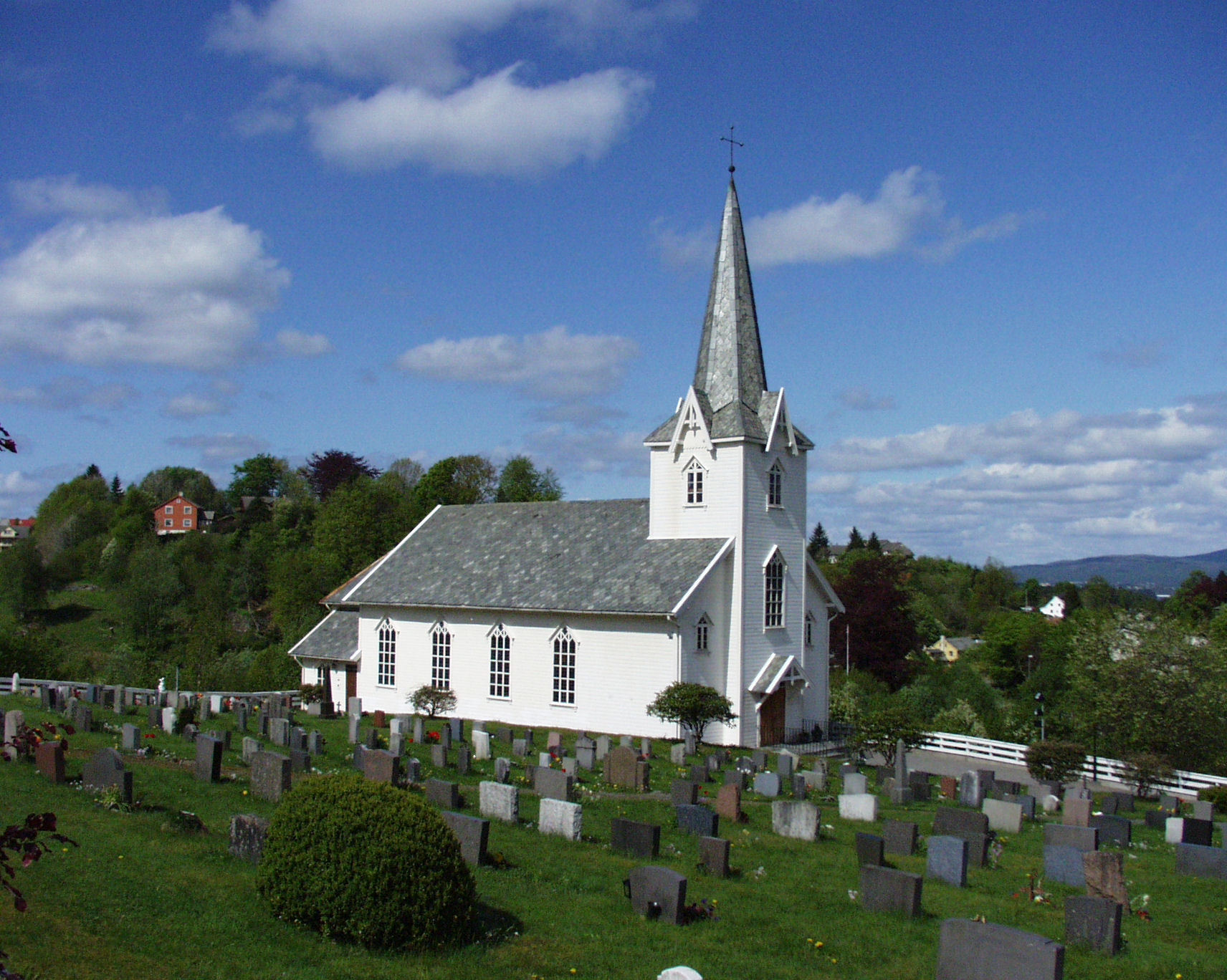
Die Kirche von Ask in Askøy

Bei der Grenzregulierung 1964 bekam die Kommune Askøy Teile der alten Herdla herad und die Teile der Kommune Meland, die auf der Insel Askøy lagen.
Von 1837 bis 1918 war Laksevåg auf dem Festland ein Teil der Kommune Askøy.

## Name und Wappen
Der Name Askøy stammt vom Hof Ask auf der Ostseite der Insel, der wiederum seinen Namen von der Baumart Esche hat. Das Kommunewappen zeigt so auf silbernem Grund einen grünen Eschenbaum, der auf einer Insel mit Meer im Vordergrund steht. Es wurde am 28. September 1961 von der Kommunalverwaltung zugelassen.

## Verkehr

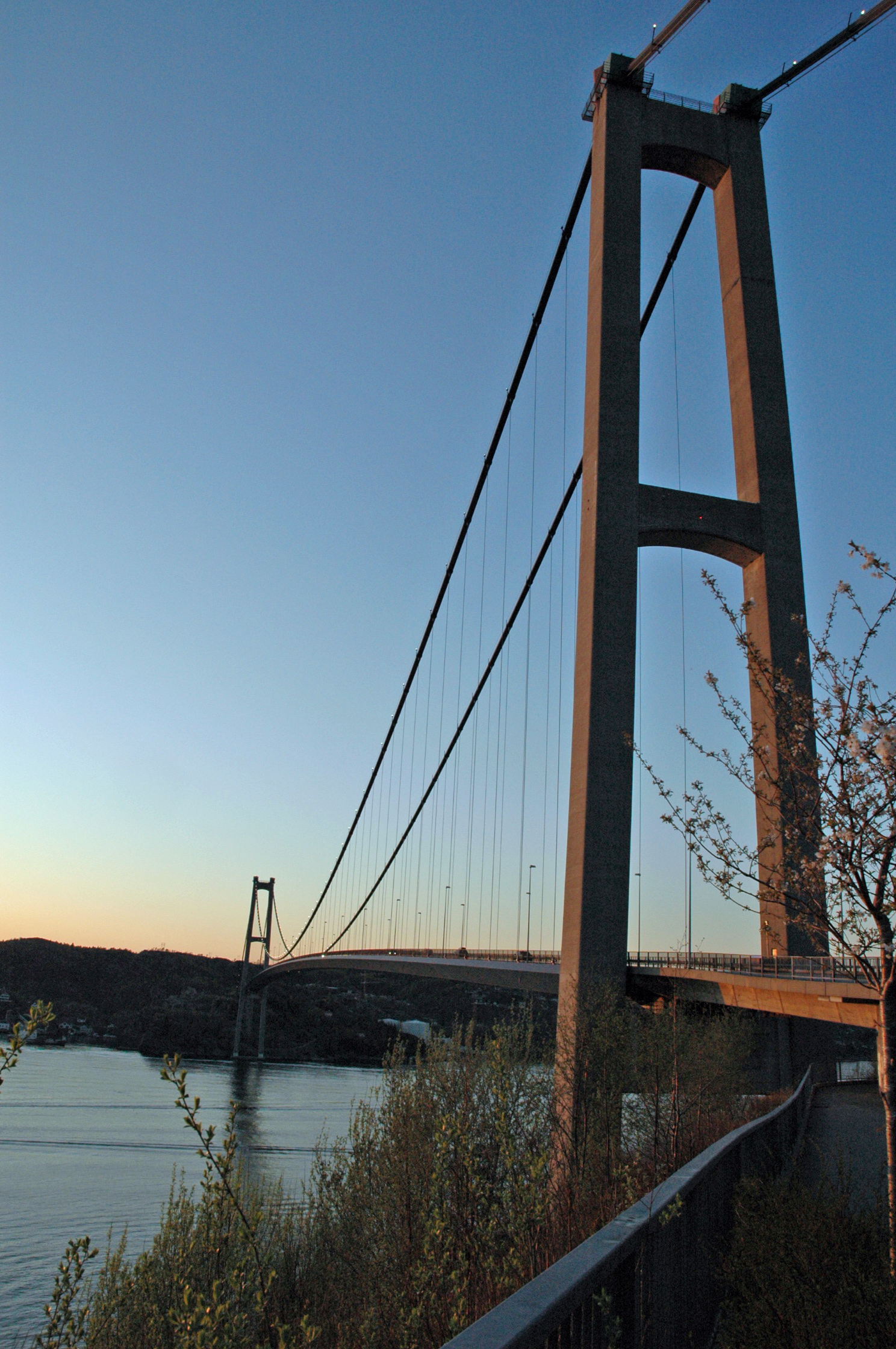
Askøybrücke

Von Kleppestø fährt ein Schnellboot, das 10 Minuten bis ins Zentrum von Bergen braucht.
1992 wurde die Askøy-Brücke (Askøybrua) eröffnet, die nun die Hauptverbindung nach Bergen darstellt. Durch die wesentlich vereinfachte Verbindung nach Bergen ist Askøy bevölkerungsmäßig eine der am schnellsten wachsenden Kommunen Norwegens.

## Persönlichkeiten
- Ingrid Espelid Hovig (1924–2018), Moderatorin, Hauswirtschaftslehrerin und Autorin
- Frode Syvertsen (* 1963), Eisschnellläufer
- Bo André Namtvedt (* 1967), Radrennfahrer
- Dagfinn Lyngbø (* 1972), Komiker und Schauspieler
- Odd Christian Eiking (* 1994), Radrennfahrer
- Casper Stornes (* 1997), Triathlet